# Bajna (Szlovákia)
Bajna (szlovákul: Zbojné) község Szlovákiában, az Eperjesi kerület Mezőlaborci járásában. Óbajna és Újbajna egyesülésével jött létre.

## Fekvése
Mezőlaborctól 18 km-re délkeletre, a Laborctól keletre fekszik.

## Története
1463-ban „Zboyna” néven említik először. Egykor két különálló falu volt: Homonna- vagy Alsózbojna, illetve Izbugya- vagy Felsőzbojna néven.
Homonnazbojna a homonnai uradalom része volt. Izbugyazbojna a szomszédos Homonnazbojna határában keletkezett, 1463-ban ugyancsak az izbugyai uradalomhoz tartozott.
1920 előtt mindkét település Zemplén vármegye Mezőlaborci járásához tartozott.
A második világháború idején részt vettek a partizánmozgalomban.
Bajna 1960-ban jött létre Óbajna és Újbajna egyesítésével.

## Népessége
| Év:            | 1994. | 2004.    | 2014. | 2024.   |
| -------------- | ----- | -------- | ----- | ------- |
| Emberek száma: | 265   | 200      | 178   | 161     |
| Eltérés:       |       | -24,52 % | -11 % | -9,55 % |

| Év:            | 2023. | 2024.   |
| -------------- | ----- | ------- |
| Emberek száma: | 159   | 161     |
| Eltérés:       |       | +1,25 % |

2001-ben 214 lakosából 140 szlovák és 59 ruszin volt.
2011-ben 171 lakosából 98 szlovák és 70 ruszin.

## Nevezetességei
- Görögkatolikus temploma 1788-ban épült barokk-klasszicista stílusban.

## Lásd még
- Óbajna
- Újbajna